# Zarmān
Zarmān (persiska: زرمان) är en ort i Iran.   Den ligger i provinsen Teheran, i den centrala delen av landet, 80 km öster om huvudstaden Teheran. Zarmān ligger 2 744 meter över havet och antalet invånare är 200.
Terrängen runt Zarmān är huvudsakligen bergig, men åt nordost är den kuperad. Runt Zarmān är det ganska glesbefolkat, med 23 invånare per kvadratkilometer. Närmaste större samhälle är Rīneh, 15,4 km nordväst om Zarmān. Trakten runt Zarmān består i huvudsak av gräsmarker.